# Nahal Harod
Le Nahal Harod (נחל חרוד) est un cours d'eau de Galilée, situé aux pieds du Mont Guilboa, et qui longe la vallée de Harod avant de se jeter dans le Jourdain. Sa source porte le nom de Eïn-Jézréel, se trouvant dans la vallée du même nom. Cette source est mentionnée dans la Bible dans le combat entre le roi Saül et les Philistins (livre de Samuel I 29/1).
C'est aux environs de ce cours d'eau que de nombreuses batailles historiques ont eu lieu, telles que le combat relaté par la Bible de Gédéon contre les Madianites et celui de J'aloud entre les Mamelouks et les Mongoles en 1260 , où les Mongols furent sévèrement défaits pour la première fois de leur histoire, ce qui mit un terme à leur expansion en Asie du Sud-Ouest.
Parmi les principaux affluents de Nahal Harod, on compte le cours d'eau Shézafim, s'écoulant du Mont Moréh et traversant le kibboutz Kfar-Yéhezkel, et le cours d'eau Nourit, qui prend sa source sur le mont Guiboa.
Son tracé est rectiligne jusqu'à la ville de Beït-Shéan, puis devient sinueux. Durant le mandat britannique, sa partie sinueuse a été bordée de vergers et de forêts.